# Pervomajs'k (oblast' di Mykolaïv)
Pervomajs'k (in ucraino Первомайськ?; in russo Первомайск?, Pervomajsk)  Nota in passato anche come Ol'viopol' (Ольвіополь), è una città ucraina (62 426 abitanti) nel distretto di Pervomajs'k nell'oblast' di Mykolaïv. Ospita l'amministrazione del distretto di Pervomajs'k e della comunità territoriale di Pervomajs'k, una delle comunità territoriali dell'Ucraina.
Fino al 18 luglio 2020 Pervomajs'k costituiva una città di rilevanza regionale e fungeva da centro amministrativo del distretto di Pervomajs'k, sebbene non appartenesse al distretto. Come parte della riforma amministrativa dell'Ucraina, che ridusse a quattro il numero di distretti dell'oblast' di Mykolaïv, la città fu integrata nel distretto di Pervomajs'k 
È sede della 40ª Brigata artiglieria "Granduca Vitoldo" dell'esercito ucraino.